# Étangs palavasiens
Les étangs palavasiens sont une série d'étangs côtiers liés entre eux constituant un complexe lagunaire. Ils sont situés dans le département de l'Hérault au sud de l'aire urbaine de Montpellier et s'étendent depuis les communes de Pérols (au Nord) jusqu'à Frontignan (au Sud) ; le site tire son nom de la commune de Palavas-les-Flots située entre les deux des principaux étangs.
Ce complexe lagunaire de plus de 5 000 hectares, présente une mosaïque de milieux naturels doux, saumâtres et salés, d'une grande richesse écologique.

## Géographie
Le complexe des étangs palavasiens est constitué de 7 étangs principaux traversés par le canal du Rhône à Sète ainsi que d'autres petits étangs faisant partie d'une vaste zone humide. À l'origine, il n'existait qu'une seule lagune qui s'est progressivement divisée en raison du comblement sédimentaire naturel ainsi que des aménagements anthropiques.
Les étangs palavasiens s'inscrivent dans une unité littorale de plus de 12 000 ha, incluant les communes de Frontignan, Vic-La-Gardiole, Mireval, Villeneuve-lès-Maguelone, Lattes, Palavas-les-Flots et Pérols.

Carte des étangs palavasiens.

### Les différents étangs
De l'ouest à l'est, de Frontignan à Pérols :
- l'étang d'Ingril ;
- l'étang de Vic ;
- l'étang de Pierre-Blanche ;
- l'étang de l'Arnel ;
- l'étang du Prévost ;
- l'étang du Grec ;
- l'étang du Méjean (aussi appelé étang de Pérols).

Étangs secondaires : 
- l'étang de La Peyrade ;
- l'étang des Mouettes ;
- le Maupas ;
- l'étang des Moures.

### Hydrographie
Les étangs palavasiens sont alimentés par le Lez, la Mosson et par le Canal du Rhône à Sète, ils sont également en communication avec la mer Méditerranée par plusieurs graus ainsi qu'indirectement avec les étangs de Thau et de l'Or.

## Patrimoine Naturel

### Biodiversité
Le complexe lagunaire fait l’objet de quatre sites Natura 2000 ainsi que de nombreux inventaires ZNIEFF. La diversité des milieux est liée à différents facteurs écologiques, notamment le gradient de salinité et les phénomènes d'inondation et d'exondation. Les lagunes offrent une importante richesse biologique tant au niveau avifaunistique (oiseaux paludicoles, anatidés, etc.) que floristique (Nivéole d’été, Plantain de Cornut, Pigamon méditerranéen, etc.).
Les zones humides périphériques des lagunes présentent également une richesse écologique remarquable reposant sur un équilibre fragile entre les apports d'eau douce et la présence d'eau saumâtre. Les étangs sont alimentés en eau salée par les graus, qui constituent des milieux pionniers indispensables à la reproduction des larolimicoles et constituent des continuités écologiques à préserver.
Le complexe lagunaire a un rôle paysager indéniable, tout comme le Bois des Aresquiers, bois littoral unique à l'échelle du département. Si les anciens salins de Frontignan et de Villeneuve sont aujourd'hui devenus des zones humides naturelles à forts enjeux écologiques, les infrastructures des anciennes exploitations salicoles sont toujours présentes et constituent des marqueurs paysagers et culturels forts qui témoignent de l'activité humaine passée. D'autres activités économiques traditionnelles perdurent : viticulture, pêche, élevage, fauche, chasse sur les lagunes…
Les étangs palavasiens sont à l'interface entre d'importants centres urbains (agglomération de Montpellier notamment) et la côte. Les lidos séparant la mer de l'Étang d'Ingril et de l'Étang du Grec sont fortement urbanisés (Frontignan et Palavas-les-Flots). Le reste de la bande sableuse entre ces stations balnéaires est épargnée et présente des milieux dunaires de qualité, notamment sur le lido des Aresquiers au droit de l'Étang de Vic.
Les étangs palavasiens et leur zone humide sont reconnus pour leur patrimoine par la Convention de Ramsar depuis 2008,. Les zones remarquables : Marais de la Grande Palude, Marais de la Grande Maïre, Salins de Frontignan et Marais du Maupas.
Les oiseaux présents sur le site sont nombreux : Tadorne de Belon, Flamant rose, Grand Cormoran, Mouette rieuse, Goéland leucophée, Sterne pierregarin et Sterne naine.

### Pression urbaine
Du fait de leur positionnement géographique entre deux grandes agglomérations (Sète et Montpellier) et en tant que bassin de réception des bassins versants du Lez et de la Mosson, les étangs palavasiens reçoivent une quantité importante d'intrants (matière organique et polluants divers), qui affectent la qualité de l'eau. Par ailleurs, les échanges hydrauliques mer/étangs sont perturbés par la fragmentation engendrée par le Canal du Rhône à Sète.
La dynamique démographique et urbanistique de l'agglomération de Montpellier exerce une forte pression foncière sur les milieux naturels. Sur la bande côtière, le tourisme balnéaire, les activités récréatives, le nautisme et la cabanisation fragilisent le cordon littoral. A ces pressions s'ajoute un phénomène d'érosion important.

### Protections
Dès 1975, une partie des étangs palavasiens (l'Estagnol) est classée Réserve naturelle nationale par arrêté, à la suite d'une mobilisation de naturalistes et de chasseurs. Aujourd'hui, quatre sites classés ainsi qu'un arrêté préfectoral de protection de biotope (APB) sur l'Étang du Grec (Palavas-les-Flots) protègent des milieux naturels pour leurs qualités écologiques et paysagères. Le Conservatoire du littoral intervient sur six secteurs : Étang des Mouettes, Salins de Frontignan, Bois des Aresquiers, Étang de Vic, Salines de Villeneuve et Étang du Méjean. Aujourd'hui 2 370 ha sont protégés par le Conservatoire. Ce dernier exerce le droit de préemption au titre des espaces naturels sensibles (ENS) par substitution au Conseil départemental de l'Hérault. L'action foncière est concertée dans le cadre de schémas d'intervention foncière impliquant le Conseil départemental de l'Hérault, les Communes concernées et le Conservatoire, dans un objectif commun de protection, de mise en valeur et d'ouverture au public des espaces naturels sensibles. L'agglomération de Sète assure la gestion des sites qui concernent son territoire.
L'action foncière du Conservatoire cible la maîtrise des berges des étangs afin de constituer des zones tampons qui assureront la préservation du paysage, de la richesse écologique et de la qualité de l'eau. La maîtrise foncière de certains plans d'eau est également envisagée (Étang des Moures et une partie de l'Étang de Pierre Blanche), ce qui permettra de mettre en place une gestion globale des usages à l'échelle du site de l'Étang de Vic. Le maintien et la restauration des continuités écologiques passe notamment par le maintien des échanges mer-lagunes et par l'entretien des passes entre les étangs et le canal du Rhône. Sur les cordons dunaires du lido, les actions de restauration des milieux dunaires, de mise en défens des secteurs les plus sensibles, ainsi que l'information et la sensibilisation du public sont indispensables pour préserver les milieux naturels.
Le Conservatoire des espaces naturels (CEN-LR) est quant à lui gestionnaire du site des Salines de Villeneuve-Lès-Maguelone, en collaboration avec le Syndicat mixte des étangs littoraux (SIEL). Ce dernier, animateur Natura 2000 sur les étangs palavasiens, assure également l'animation du Schéma d'aménagement et de gestion des eaux (SAGE) en place.

## Galerie

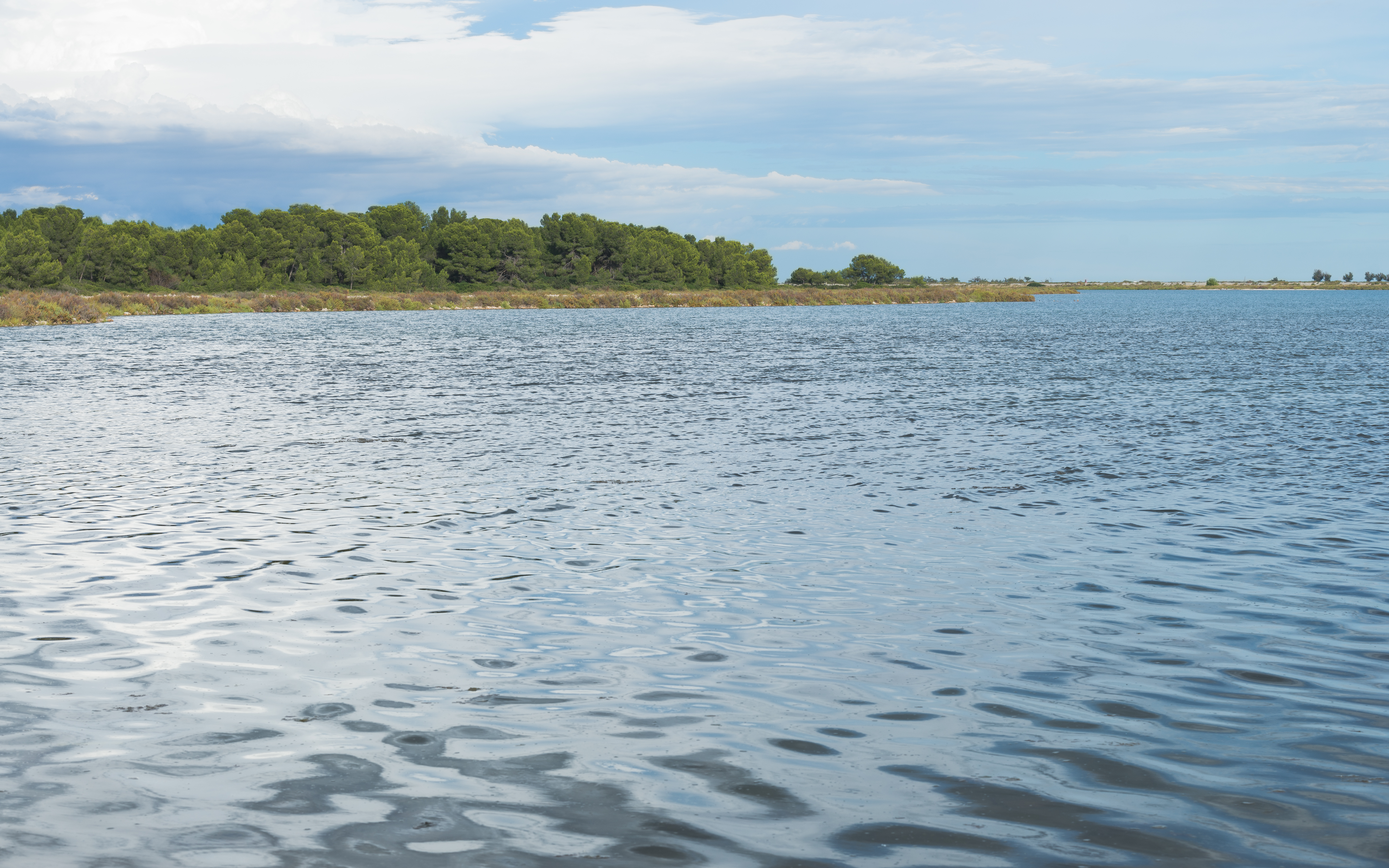
Étang de Vic.
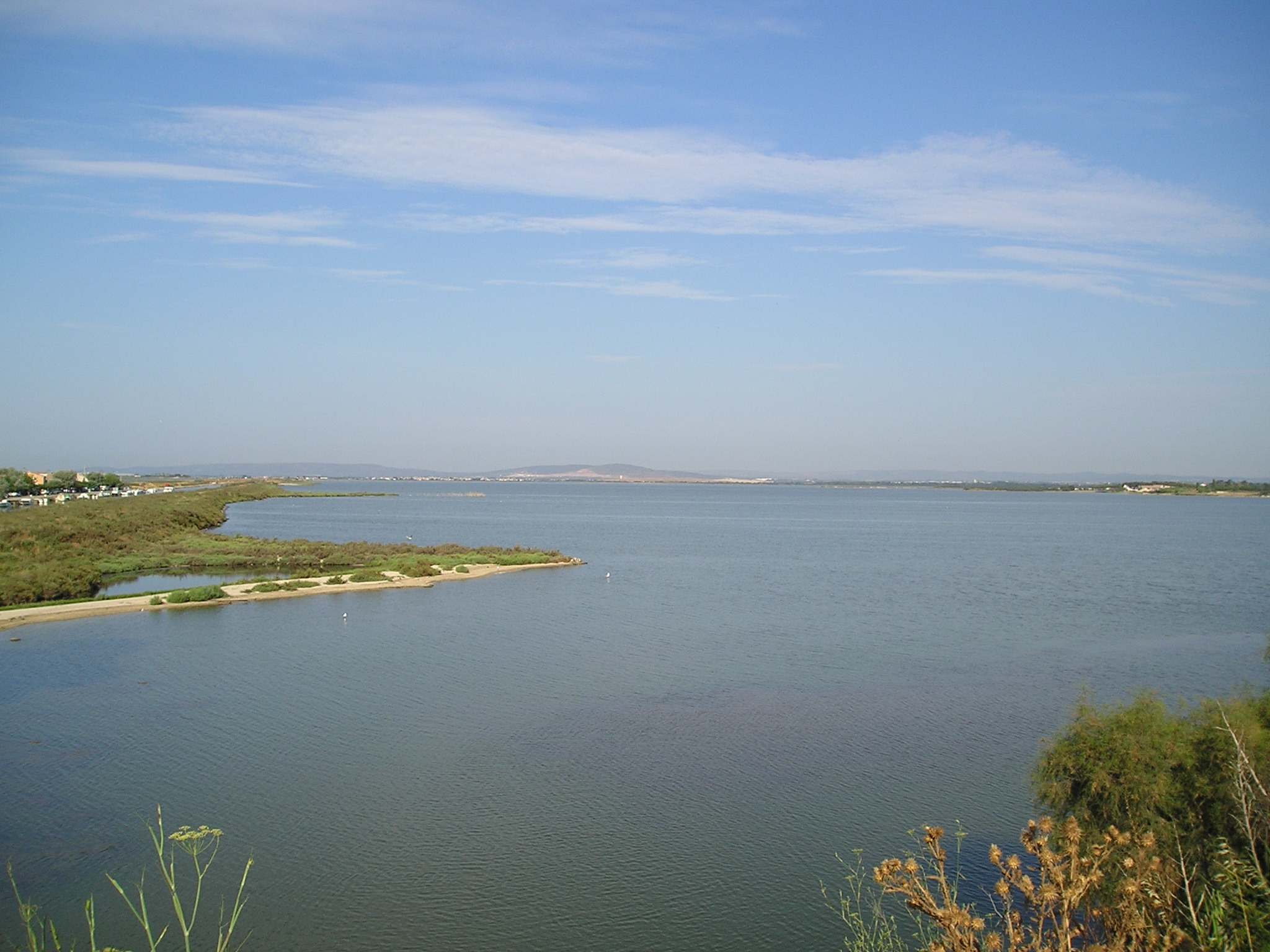
Étang du Méjean.
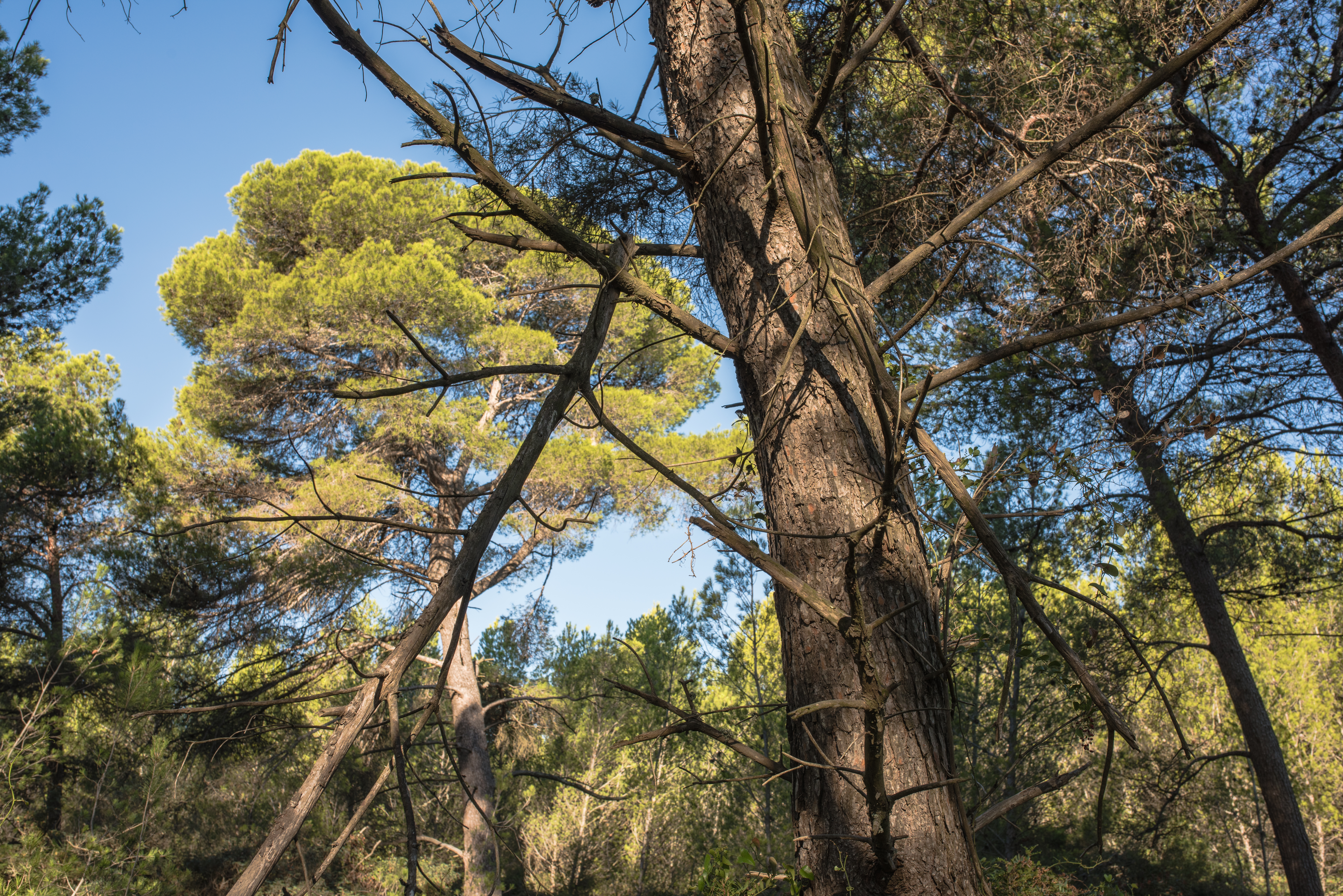
Bois des Aresquiers.
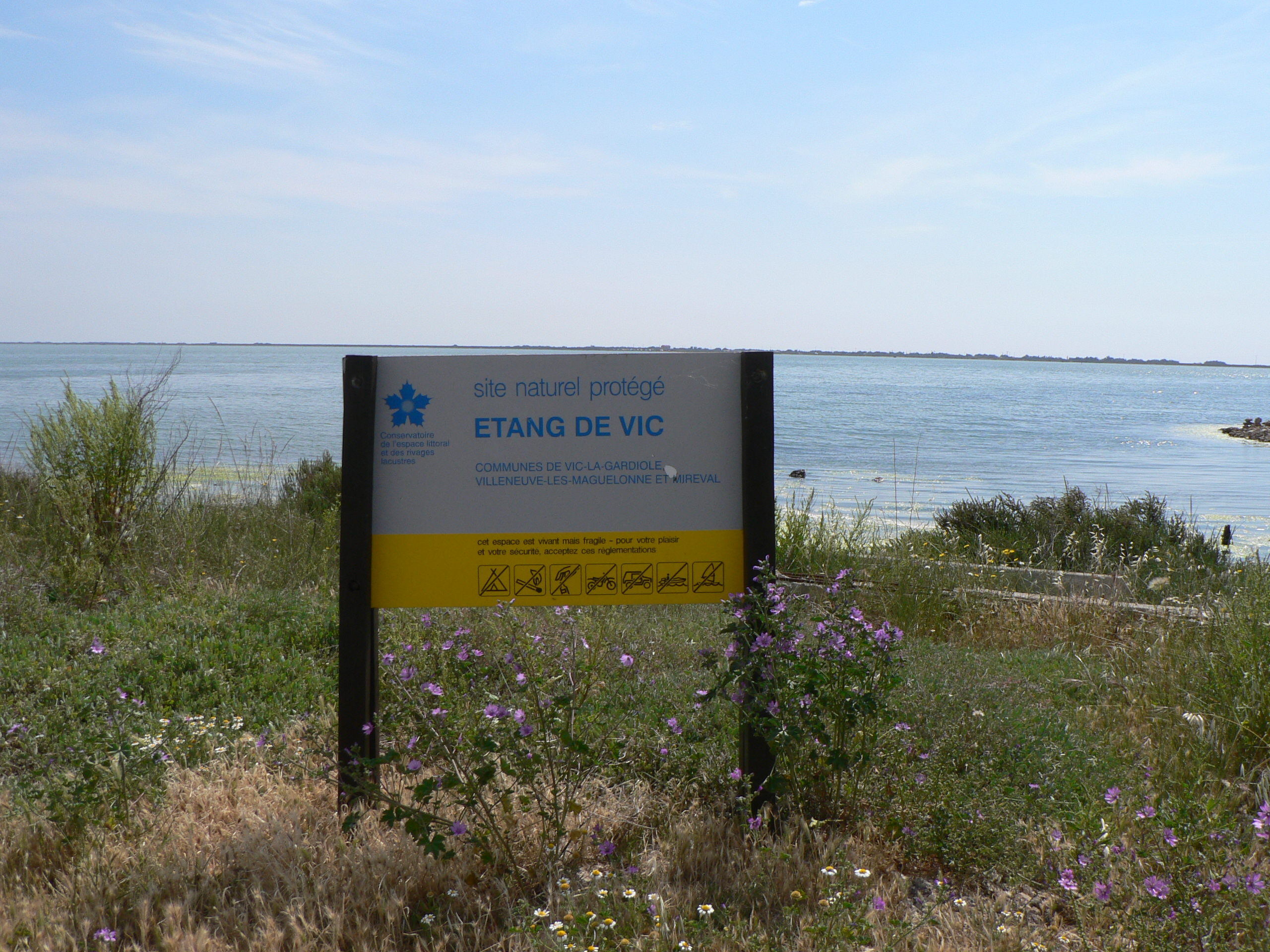
Panneau d'information de zone de protection.
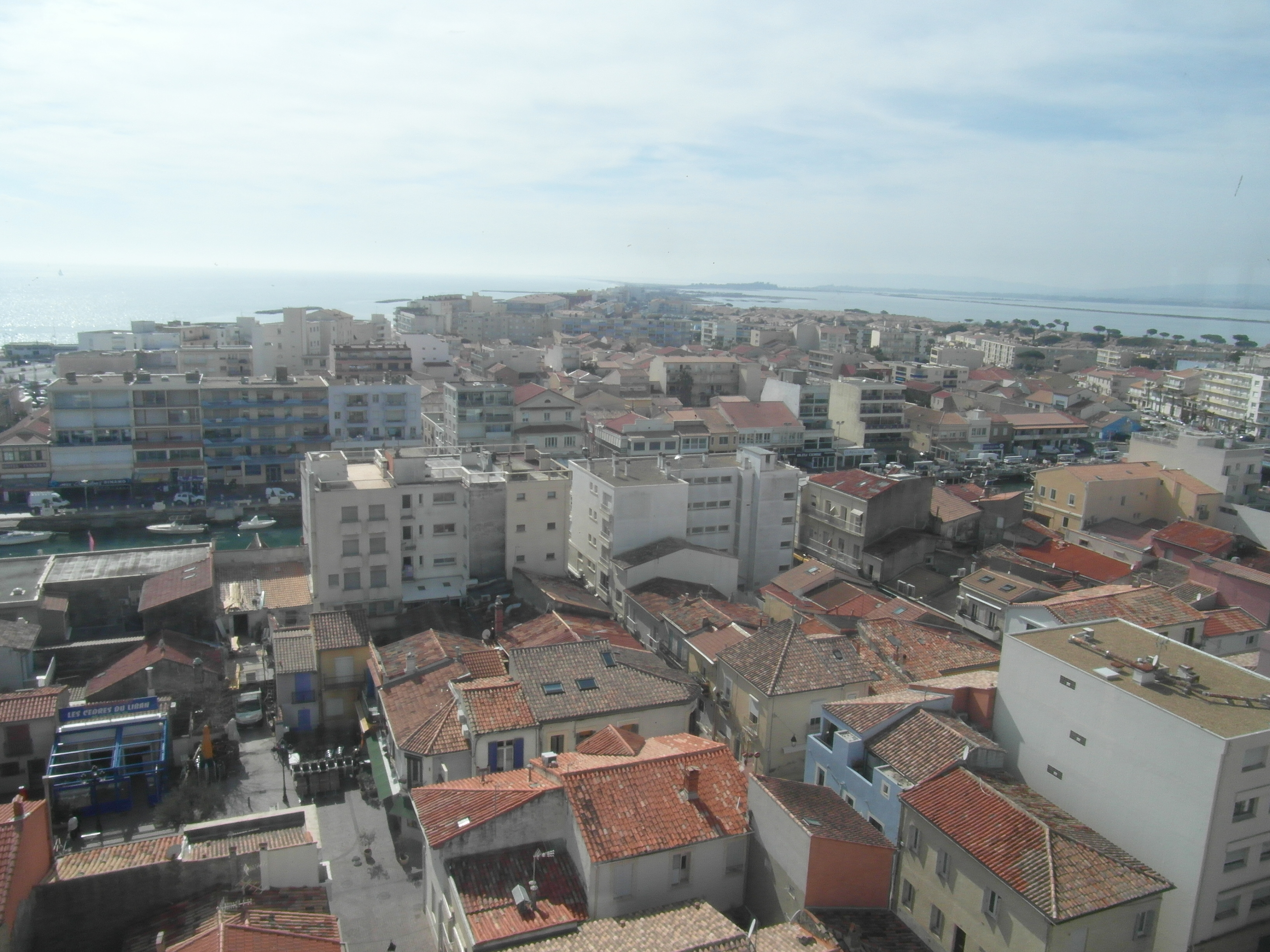
Palavas-Les Flots.

## Tourisme
- Cathédrale de Maguelone, du XIe siècle
- Église Sainte-Léocadie de Vic-la-Gardiole, du XIIe siècle
- Église Saint-Étienne de Villeneuve-lès-Maguelone, du XIIe siècle